# Kabel Kraków
KS Kabel Kraków – polski klub piłkarski z siedzibą w Krakowie, istniejący w latach 1929–2000 i ponownie od 2018.

## Historia
Klub sportowy założony w 1928 lub 1929. Po drugiej wojnie światowej przez pewien czas nosił nazwę KS Stal Wola Duchacka, by w latach 50 powrócić do nazwy przedwojennej. Przez lata siedziba klubu mieściła się przy ul. Wielickiej w Płaszowie tuż obok Krakowskiej Fabryki Kabli. Po przemianach ustrojowych klub przekazał obiekty fabryce. W 2000 Krakowska Fabryka Kabli została przejęta przez Tele-Fonikę, a klub doprowadzony do likwidacji. Został eksmitowany z zajmowanych obiektów sportowych, które nowy właściciel zamienił z MKS Cracovią na obiekt stadionu lekkoatletycznego leżącego przy ul. 3 Maja będący bezpośrednio przy obiektach Wisły. Dawne boisko Kabla stało się obiektem treningowym Cracovii. Ostatni mecz ligowy Kabel rozegrał w listopadzie 2000.
Klub został reaktywowany w 2018 roku za sprawą piłkarzy i działaczy skupionych wokół amatorskiej Futbolowej Ligi Szóstek, która w 2011 zaczęła działalność na dawnym boisku Kabla, a od 2015 dzierżawi od miasta stadion przy ul. Parkowej 10. W sezonie 2018/2019 reaktywowany klub przystąpił do rozgrywek Pucharu Polski.

## Znani zawodnicy
W klubie występowali m.in.: Adam Popowicz, Tomasz Poręba, Andrzej Rewilak, Piotr Bania, Piotr Giza, Mirosław Spiżak, Krzysztof Kusia, Krzysztof Filipczak. 

## Sukcesy sekcji piłkarskiej
Największe sukcesy klubu:
- 1/16 finału Pucharu Polski w sezonie 1963/1964[3][1]
- występy na trzecim poziomie rozgrywek ligowych[3][2]